# Brokig borsttyrann
Brokig borsttyrann (Pogonotriccus poecilotis) är en fågel i familjen tyranner inom ordningen tättingar.

## Utseende och läte
Brokig borsstyrann är en liten tyrann. Liksom vissa andra borsttyranner och lövtyranner har den ett gråsprängt ansikte med en tydlig svartvit halvmåneformad teckning på kinden. Brokig borsttyrann känns igen på tydliga kanelbruna vingband och tvåfärgad näbb. Känen är lika. Lätet består en ljus och kvittrig serie med "tsit", ibland följt av ett längre "tsee!" på slutet.

## Utbredning och systematik
Fågeln föreommer i Anderna från norra Colombia till västra Venezuela, östra Ecuador och södra Peru. Den behandlas som monotypisk, det vill säga att den inte delas in i några underarter.

### Familjetillhörighet
Arten placeras traditionellt i familjen tyranner. DNA-studier visar dock att Tyrannidae består av fem klader som skildes åt redan under oligocen, pekar på att de skildes åt redan under oligocen, varför vissa auktoriteter behandlar dem som egna familjer. Brokig borsttyrann med släktingar placeras då i Pipromorphidae.

## Levnadssätt
Brokig borsttyrann hittas i förbergsskogar och subtropiska skogar på mellan 1500 och 2300 meters höjd. Den ses enstaka eller i par, vanligen i skogens nedre och mellersta skikt, ofta som en del av kringvandrande artblandade flockar.

## Status och hot
Arten har ett stort utbredningsområde, men tros minska i antal, dock inte tillräckligt kraftigt för att den ska betraktas som hotad. Internationella naturvårdsunionen IUCN listar arten som livskraftig (LC).